# Vimpelvicker
Vimpelvicker (Vicia monantha) är en ärtväxtart som beskrevs av Anders Jahan Retzius. Enligt Catalogue of Life ingår Vimpelvicker i släktet vickrar och familjen ärtväxter, men enligt Dyntaxa är tillhörigheten istället släktet vickrar och familjen ärtväxter. Arten förekommer tillfälligt i Sverige, men reproducerar sig inte.

## Underarter
Arten delas in i följande underarter:
- V. m. monantha
- V. m. triflora